# Child's Play (franquicia)
Child's Play (también conocida coloquialmente como Chucky) es una franquicia de películas de terror creada por Don Mancini. Las películas se centran principalmente en Chucky (al que puso voz Brad Dourif en las películas originales y en la serie de televisión, y Mark Hamill en el reboot, con Brad Dourif poniendo parcialmente la voz al personaje en el reboot), un famoso asesino en serie que a menudo escapa de la muerte realizando un ritual vudú para transferir su alma a un muñeco "Good Guy". La película original, Child's Play, se estrenó el 9 de noviembre de 1988. La película ha dado lugar a seis secuelas, una serie de televisión, un remake, cómics, un videojuego y productos relacionados. La primera, segunda y cuarta películas fueron un éxito de taquilla y todas ellas recaudaron más de 182 millones de dólares en todo el mundo. Incluyendo los ingresos por ventas de vídeos, DVD, VOD y merchandising, la franquicia ha generado más de 250 millones de dólares. También ganó un premio Saturn a la mejor franquicia de terror.
La primera película, Child's Play, parece tener más elementos de terror psicológico, mientras que sus sucesoras fueron películas slasher con elementos de humor oscuro. A medida que las películas continuaban, se volvieron satíricas y campiñas, hasta que la serie se convirtió brevemente en una comedia de terror, con Bride of Chucky, estrenada en 1998, y Seed of Chucky, estrenada en 2004. En 2012, se confirmó que una nueva entrega, titulada Curse of Chucky, se lanzaría directamente a vídeo; a diferencia de las dos entregas anteriores, Curse of Chucky es una película de terror en toda regla al igual que las tres entregas originales. Sin embargo, mantiene el humor en un grado pequeño. Desde Bride of Chucky, los títulos ya no se han publicado con el nombre de Child's Play, sino usando el nombre de Chucky, siguiendo así en futuras películas. La última entrega de la serie, titulada Cult of Chucky, fue estrenada el 24 de agosto de 2017, mientras que un reinicio de la franquicia fue estrenado el 21 de junio de 2019.
Se han realizado varios cortometrajes presentando al personaje de Chucky; en el lanzamiento en DVD de Seed of Chucky, se incluyó un cortometraje titulado Chucky's Vacation Slides, ambientado durante los acontecimientos de la película, y una serie de cortometrajes presentando a Chucky en los acontecimientos de otras películas de terror, titulado Chucky Invades, fue lanzado en el período previo al estreno de Curse of Chucky. En televisión, Chucky ha aparecido en comerciales e incluso en un episodio de Saturday Night Live, con un actor de voz separado encarnando al personaje. Chucky también apareció en un segmento pregrabado durante un episodio de octubre de 1998 del programa Monday Nitro del World Championship Wrestling, burlándose del luchador Rick Steiner mientras promovía a Bride of Chucky.

## Franquicia
| Película            | Fecha de estreno         | Director                             | Guionistas                            | Historia de        | Productores                           | Distribuida por                 |
| Serie principal     | Serie principal          | Serie principal                      | Serie principal                       | Serie principal    | Serie principal                       | Serie principal                 |
| ------------------- | ------------------------ | ------------------------------------ | ------------------------------------- | ------------------ | ------------------------------------- | ------------------------------- |
| Child's Play        | 9 de noviembre de 1988   | Tom Holland                          | Don Mancini, John Lafia y Tom Holland | Don Mancini        | David Kirschner                       | Metro-Goldwyn-Mayer             |
| Child's Play 2      | 9 de noviembre de 1990   | John Lafia                           | Don Mancini                           | Don Mancini        | David Kirschner                       | Universal Pictures              |
| Child's Play 3      | 30 de agosto de 1991     | Jack Bender                          | Don Mancini                           | Don Mancini        | Robert Latham Brown                   | Universal Pictures              |
| Bride of Chucky     | 16 de octubre de 1998    | Ronny Yu                             | Don Mancini                           | Don Mancini        | David Kirschner y Grace Gilroy        | Universal Pictures              |
| Seed of Chucky      | 12 de noviembre de 2004  | Don Mancini                          | Don Mancini                           | Don Mancini        | David Kirschner y Corey Sienega       | Rogue Pictures Relativity Media |
| Curse of Chucky     | 24 de septiembre de 2013 | Don Mancini                          | Don Mancini                           | Don Mancini        | David Kirschner                       | Universal Pictures              |
| Cult of Chucky      | 24 de agosto de 2017     | Don Mancini                          | Don Mancini                           | Don Mancini        | David Kirschner y Ogden Gavanski      | Universal Pictures              |
| Reinicio            |                          |                                      |                                       |                    |                                       |                                 |
| Child's Play        | 21 de junio de 2019      | Lars Klevberg                        | Tyler Burton Smith                    | Tyler Burton Smith | David Katzenberg y Seth Grahame-Smith | Metro-Goldwyn-Mayer             |
| Serie de televisión |                          |                                      |                                       |                    |                                       |                                 |
| Chucky              | 12 de octubre de 2021    | NBCUniversal Television Distribution | NBCUniversal Television Distribution  | Don Mancini        | David Kirschner Don Mancini           | Universal Television            |

## Películas

### Chucky el muñeco diabólico(1988)
Child's Play es la primera y única película en la serie que Metro-Goldwyn-Mayer y United Artists (hasta Seed of Chucky, que fue distribuida por Rogue Pictures) distribuyeron antes de que Universal Pictures comprara la franquicia. La película fue dirigida por Tom Holland, escrita por Holland, John Lafia y Don Mancini, y protagonizada por Alex Vincent, Brad Dourif, Catherine Hicks y Chris Sarandon, siendo estrenada el 9 de noviembre de 1988, recibiendo críticas generalmente positivas.
Ambientada en 1988, un asesino en serie y practicante de vudú llamado Charles Lee Ray es mortalmente herido durante una persecución policial, transfiriendo su alma a través de un ritual vudú a un muñeco de la exitosa marca de "Good Guys". El muñeco, nombrado como Chucky, es encontrado por un vendedor ambulante y vendido a la viuda Karen Barclay, quien se lo da a su hijo de seis años, Andy, como regalo de cumpleaños. A medida que pasa el tiempo, Chucky tiene que sacar su alma del muñeco antes de que se vuelva humano y la transferencia sea permanente, teniendo que poseer a la primera persona a la que le contó su secreto: Andy. Desesperado por abandonar el cuerpo del muñeco, Chucky aterrorizará a los Barclays con el fin de restaurar su alma.

### Chucky el muñeco diabólico 2(1990)
Child's Play 2 es la segunda entrega de la franquicia y la primera película en ser distribuida por Universal Pictures, siendo dirigida por John Lafia y escrita por Don Mancini, con Alex Vincent y Brad Dourif repitiendo sus papeles como Andy Barclay y la voz de Chucky, respectivamente. La película se estrenó el 9 de noviembre de 1990, recibiendo críticas generalmente mixtas.
Tomando lugar dos años después de los acontecimientos de la primera película, Andy Barclay se encuentra viviendo en un centro de adopción mientras que la fábrica de los muñecos "Good Guys" ha re-adoptado una postura corporativa positiva y han reconstruido a Chucky para demostrar que no hay nada de malo en él. Después de que un mal funcionamiento eléctrico lo devuelve a la vida en un nuevo muñeco de "Good Guys", Chucky acechará a Andy para transferir su alma antes de que quede permanentemente atrapado en su cuerpo.

### Chucky el muñeco diabólico 3(1991)
Child's Play 3 es la tercera entrega de la franquicia, y la última película en ser titulada como Child's Play antes del cambio de título de la serie a Chucky. La película fue dirigida por Jack Bender, escrita por Don Mancini, e hizo que Brad Dourif repitiera una vez más su papel de Chucky, mientras que Alex Vincent fue reemplazado como Andy Barclay por Justin Whalin, con Perrey Reeves y Jeremy Sylvers uniéndose al reparto. La película fue estrenada el 20 de agosto de 1991, recibiendo críticas generalmente negativas.
Ambientada ocho años después de los acontecimientos de la segunda película, la fábrica de los muñecos "Good Guys" ha reabierto después de la publicidad negativa y, a medida que retiran los restos de Chucky, un poco de su sangre cae en una tina de plástico derretido utilizada para volver a construir a los muñecos. Chucky regresa en un nuevo cuerpo, buscando a un adolescente Andy Barclay en una academia militar. Sin embargo, Chucky encuentra una nueva víctima, Ronald Tyler, con quien comparte su secreto. Con un nuevo cuerpo de muñeco ofreciendo la posibilidad de poseer un nuevo cuerpo humano, Chucky intentará traspasar su alma a Tyler mientras que Andy intentará detener al infame muñeco asesino de una vez por todas.

### La novia de Chucky(1998)
Bride of Chucky es la cuarta entrega de la franquicia, y la primera en adoptar el nuevo nombre de la serie como Chucky, siendo dirigida por Ronny Yu y escrita por Don Mancini. Brad Dourif es el único miembro del reparto original que repite su papel como la voz de Chucky, con Jennifer Tilly, Nick Stabile y Katherine Heigl uniéndose al reparto. La película fue estrenada el 16 de octubre de 1998, recibiendo críticas generalmente mixtas. También fue la primera entrega en presentar un giro marcadamente humorístico; hasta la fecha es la película más taquillera de la serie.
Un mes después de los acontecimientos de Child's Play 3, la exnovia y cómplice de Charles Lee Ray, Tiffany Valentine, adquiere los restos de Chucky, reconstruyéndolo nuevamente y devolviéndolo a la vida a través de un ritual vudú. Inesperadamente, Chucky mata a Tiffany, transfiriendo su alma a una muñeca, causando que ambos obliguen a una joven pareja a llevarlos a la tumba de Charles, donde Chucky planeará usar un amuleto vudú para finalmente transferir su alma y la de Tiffany a unos cuerpos humanos.

### El hijo de Chucky(2004)
Seed of Chucky es la quinta entrega de la franquicia, y la primera película desde Child's Play en no ser distribuida por Universal Pictures, siendo escrita y dirigida por Don Mancini en su debut como director. Brad Dourif y Jennifer Tilly vuelven a repetir sus papeles como las voces de Chucky y Tiffany, respectivamente. La película fue estrenada el 12 de noviembre de 2004, recibiendo críticas generalmente negativas; con esta entrega, la serie se transformó brevemente en una comedia de terror, siendo la última película de la franquicia en ser estrenada en cines.
Ambientada seis años después de los acontecimientos de Bride of Chucky, Glen, un benevolente muñeco que sufre un trastorno de personalidad dividida causado por su malvada hermana gemela, Glenda, e hijo de Chucky y Tiffany, encuentra los restos de sus padres y los devuelve a la vida gracias al amuleto vudú que conservó. Sin embargo, se horroriza al enterarse de su sanguinario historial de asesinatos. Mientras que Chucky intenta que su hijo siga su mismo camino, Tiffany tratará de forzar un embarazo en la actriz Jennifer Tilly, acelerado con la magia vudú, para que Glen y Glenda también tengan cuerpos humanos que poseer.

### La maldición de Chucky(2013)
Curse of Chucky es la sexta entrega de la franquicia y la primera película en ser lanzada directamente a vídeo, siendo escrita y dirigida por Don Mancini, siendo protagonizada por Fiona Dourif y nuevamente por Brad Dourif como la voz de Chucky. La película se estrenó el 24 de septiembre de 2013, recibiendo críticas generalmente positivas y marcando un regreso al material de horror completo original a la franquicia.
Nueve años después de los acontecimientos de la anterior entrega, Chucky es entregado a la casa de la parapléjica Nica Pierce, donde comienza a aterrorizar y asesinar uno por uno a los miembros de su familia, revelando que fue impulsado por venganza, ya que la madre de Nica lo acusó con la policía cuando aún era humano, llevando a su muerte en la película original. Nica se verá forzada a enfrentarse contra el diabólico muñeco con el fin de sobrevivir a una noche de terror.

### El culto de Chucky(2017)
Cult of Chucky es la séptima entrega de la franquicia, siendo escrita y dirigida por Don Mancini; Brad Dourif vuelve a repetir su papel como Chucky con Fiona Dourif, Alex Vincent y Jennifer Tilly regresando al reparto principal. La película fue estrenada el 24 de agosto de 2017, recibiendo críticas generalmente positivas; también es la segunda entrega de la franquicia en ser lanzada directamente a vídeo.
Establecida cuatro años después de los acontecimientos de la anterior entrega, Chucky regresa para aterrorizar a Nica Pierce en el hospital psiquiátrico donde ha sido internada tras haber sido acusada por los asesinatos de su familia. Dándole vida a otros tres muñecos "Good Guys" gracias a su infame ritual vudú, Chucky comenzará a causar estragos en el hospital al mismo tiempo que su némesis original, Andy Barclay, regresa para hacerle frente. Sin embargo, no será tan fácil debido a que Tiffany Valentine también regresará para apoyar a su respectivo aliado.

### Child's Play (2019)
A finales de 2018, se anunció que Metro-Goldwyn-Mayer estaba realizando una nueva versión/reinicio de la película original. Orion Pictures, cuya compañía hermana, United Artists, produjo la película original, adquirió los derechos de la marca registrada de Child's Play, así como los derechos de producción de la nueva película.
Child's Play es un reinicio de la franquicia, siendo escrita Tyler Burton Smith y dirigida por Lars Klevberg.  Es un reinicio de la franquicia de Child's Play. La película está protagonizada por Aubrey Plaza, Gabriel Bateman, Brian Tyree Henry, y Mark Hamill como la voz de Chucky. La historia sigue a una familia siendo aterrorizada por un muñeco de alta tecnología que se vuelve consciente de sí mismo y, posteriormente, adopta un comportamiento asesino.
Hay que resaltar que la cinta no tiene ninguna aprobación del creador original de la saga, Don Mancini, siendo mayormente un reinicio no deseado.

## Futuro
En octubre de 2017, Don Mancini declaró que tiene intención en que Glen y Glenda de Seed of Chucky regresen en una futura película, y reconoció que la mayoría de las referencias a los personajes habían sido eliminadas de Cult of Chucky. En febrero de 2018, se anunció que una serie de televisión basada en Child's Play sería una continuación de la historia de las películas. Mancini también declaró que después de la serie de televisión, las películas continuarán desarrollándose en el futuro.
En una entrevista con Bloody Disgusting, Mancini discutió acerca de una posible película de Child's Play situada en un tren, así como planes para un crossover con la franquicia de A Nightmare on Elm Street, tentativamente titulada como Child's Play on Elm Street, explicando:
"Me gustaría reunir a Freddy Krueger y Chucky solo porque creo que serían una dupla divertida. Estoy más interesado en los personajes. Mi historia para enfrentarlos es Child's Play on Elm Street. Chucky termina en la casa de algún niño en Springwood, específicamente en Elm Street, e inevitablemente se encuentra con Freddy en un sueño. ¿Por qué no? Chucky también duerme, por lo que también debe soñar. Ambos se declaran fanáticos mutuos de todos sus crímenes, pero rápidamente se dan cuenta de que Elm Street no es lo suficientemente grande para ambos, así que organizan un concurso similar a Dirty Rotten Scoundrels: ¿quién puede matar a la mayor cantidad de adolescentes antes de que salga el sol?".
En septiembre de 2017, en una entrevista separada con Cinema Blend, Mancini confirmó su intención de hacer el crossover, describiéndolo como "genial y factible", confirmando que la película se titularía Child's Play on Elm Street y que actualmente estaba en conversaciones con New Line Cinema sobre ella. La base para este crossover fue establecida previamente en Bride of Chucky, en la cual el guante de Freddy Krueger había aparecido en el depósito de pruebas de la policía al comienzo de la película.

### Serie de televisión
En febrero de 2018, se anunció que se estaba desarrollando una serie de televisión titulada "Chucky", con la participación del creador de la franquicia, Don Mancini, y el productor David Kirschner. La serie compartirá continuidad con las películas originales y será una continuación de la historia. Mancini afirmó que, además de la serie de televisión, las películas continuarán desarrollándose. En junio del mismo año, se confirmó que Brad Dourif volvería para expresar a Chucky en los primeros ocho episodios confirmados. En enero de 2019, Syfy Wire anunció que la serie se emitirá en Syfy con Mancini como guionista, junto a Kirschner y Nick Antosca como productores. En febrero de 2019, Antosca anunció que el título provisional actual de la serie es Chucky. Mancini anunció que la serie sería estrenada en 2021.

## Cortometrajes

### Chucky's Vacation Slides
En el lanzamiento para DVD y Blu-ray de Seed of Chucky, se incluyó un cortometraje titulado Chucky's Vacation Slides en las características especiales, con Brad Dourif, Jennifer Tilly y Billy Boyd repitiendo sus papeles de la película.
Ambientado durante los acontecimientos de Seed of Chucky, el cortometraje sigue a Chucky, Tiffany y Glen después de haber regresado de unas vacaciones familiares. Mientras observan las fotografías de sus viajes en un proyector de diapositivas, Tiffany nota varias cadáveres en el fondo de varias fotografías, dándose cuenta de que Chucky ha estado matando personas nuevamente. Ella se va con un disgustado Glen mientras Chucky continúa viendo las fotografías. Después de que un repartidor llega con una pizza, Chucky lo lleva a su garaje y lo asesina fuera de pantalla.

### Chucky Invades
Preparando el lanzamiento para DVD de Curse of Chucky, se lanzaron una serie de cortometrajes mostrando a Chucky irrumpiendo en los acontecimientos de otras películas de terror. Brad Dourif y Edan Gross repitieron sus papeles como Chucky y la voz de los muñecos "Good Guys", respectivamente.
- El primer cortometraje, titulado Chucky invades Psycho, muestra a Chucky subiendo por una escalera para matar a Marion Crane en una ducha antes de ser descubierto por Norman Bates. Janet Leigh y Anthony Perkins aparecen en imágenes de archivo de Psicosis.[13]
- El segundo cortometraje, titulado Chucky invades The Purge, muestra a Chucky invadiendo la casa de la familia Sandin durante la noche de la Purga. Ethan Hawke, Lena Headey, Adelaide Kane y Max Burkholder aparecen en imágenes de archivo de The Purge.[14]
- El tercer cortometraje, titulado Chucky invades Mama, muestra a Chucky escondiéndose debajo de la cama de Annabel Desange antes de atacarla. Jessica Chastain e Isabelle Nélisse aparecen en imágenes de archivo de Mamá.[15]
- El cuarto cortometraje, titulado Chucky invades Drag Me to Hell, muestra a Chucky atacando a Christine Brown en su auto. Alison Lohman aparece en imágenes de archivo de Arrástrame al infierno.[16]

## Reparto
| Leyenda   |                |              |            |
| Principal | Secundario (a) | Invitado (a) | No aparece |

| Chucky                            | Brad Dourif     | Brad Dourif     | Brad Dourif    | Brad Dourif     | Brad Dourif                            | Brad Dourif        | Brad Dourif        | Mark Hamill       | Brad Dourif        |  |  |  |  |  |  |  |  |  |  |  |  |  |  |  |  |  |  |  |  |  |  |  |  |  |  |  |  |  |  |  |  |  |  |  |  |  |  |  |  |  |  |  |  |  |  |  |  |  |  |  |  |
| Andy Barclay                      | Alex Vincent    | Alex Vincent    | Justin Whalin  |                 |                                        | Alex Vincent       | Alex Vincent       | Gabriel Bateman   | Alex Vincent       |  |  |  |  |  |  |  |  |  |  |  |  |  |  |  |  |  |  |  |  |  |  |  |  |  |  |  |  |  |  |  |  |  |  |  |  |  |  |  |  |  |  |  |  |  |  |  |  |  |  |  |  |
| Karen Barclay                     | Catherine Hicks |                 |                |                 |                                        |                    |                    | Aubrey Plaza      |                    |  |  |  |  |  |  |  |  |  |  |  |  |  |  |  |  |  |  |  |  |  |  |  |  |  |  |  |  |  |  |  |  |  |  |  |  |  |  |  |  |  |  |  |  |  |  |  |  |  |  |  |  |
| Mike Norris                       | Chris Sarandon  |                 |                |                 |                                        |                    |                    | Brian Tyree Henry |                    |  |  |  |  |  |  |  |  |  |  |  |  |  |  |  |  |  |  |  |  |  |  |  |  |  |  |  |  |  |  |  |  |  |  |  |  |  |  |  |  |  |  |  |  |  |  |  |  |  |  |  |  |
| Eddie Caputo                      | Neil Giuntoli   |                 |                |                 |                                        |                    |                    |                   | Ivano DiCaro       |  |  |  |  |  |  |  |  |  |  |  |  |  |  |  |  |  |  |  |  |  |  |  |  |  |  |  |  |  |  |  |  |  |  |  |  |  |  |  |  |  |  |  |  |  |  |  |  |  |  |  |  |
| Kyle Simpson                      |                 | Christine Elise |                |                 |                                        |                    | Christine Elise    |                   | Christine Elise    |  |  |  |  |  |  |  |  |  |  |  |  |  |  |  |  |  |  |  |  |  |  |  |  |  |  |  |  |  |  |  |  |  |  |  |  |  |  |  |  |  |  |  |  |  |  |  |  |  |  |  |  |
| Christopher Sullivan              |                 | Peter Haskell   | Peter Haskell  |                 |                                        |                    |                    |                   |                    |  |  |  |  |  |  |  |  |  |  |  |  |  |  |  |  |  |  |  |  |  |  |  |  |  |  |  |  |  |  |  |  |  |  |  |  |  |  |  |  |  |  |  |  |  |  |  |  |  |  |  |  |
| Joanne Simpson                    |                 | Jenny Agutter   |                |                 |                                        |                    |                    |                   |                    |  |  |  |  |  |  |  |  |  |  |  |  |  |  |  |  |  |  |  |  |  |  |  |  |  |  |  |  |  |  |  |  |  |  |  |  |  |  |  |  |  |  |  |  |  |  |  |  |  |  |  |  |
| Phil Simpson                      |                 | Gerrit Graham   |                |                 |                                        |                    |                    |                   |                    |  |  |  |  |  |  |  |  |  |  |  |  |  |  |  |  |  |  |  |  |  |  |  |  |  |  |  |  |  |  |  |  |  |  |  |  |  |  |  |  |  |  |  |  |  |  |  |  |  |  |  |  |
| Kristen DeSilva                   |                 |                 | Perrey Reeves  |                 |                                        |                    |                    |                   |                    |  |  |  |  |  |  |  |  |  |  |  |  |  |  |  |  |  |  |  |  |  |  |  |  |  |  |  |  |  |  |  |  |  |  |  |  |  |  |  |  |  |  |  |  |  |  |  |  |  |  |  |  |
| Ronald Tyler                      |                 |                 | Jeremy Sylvers |                 |                                        |                    |                    |                   |                    |  |  |  |  |  |  |  |  |  |  |  |  |  |  |  |  |  |  |  |  |  |  |  |  |  |  |  |  |  |  |  |  |  |  |  |  |  |  |  |  |  |  |  |  |  |  |  |  |  |  |  |  |
| Tiffany Valentine                 |                 |                 |                | Jennifer Tilly  | Jennifer Tilly                         | Jennifer Tilly     | Jennifer Tilly     |                   | Jennifer Tilly     |  |  |  |  |  |  |  |  |  |  |  |  |  |  |  |  |  |  |  |  |  |  |  |  |  |  |  |  |  |  |  |  |  |  |  |  |  |  |  |  |  |  |  |  |  |  |  |  |  |  |  |  |
| Jesse Miller                      |                 |                 |                | Nick Stabile    |                                        |                    |                    |                   |                    |  |  |  |  |  |  |  |  |  |  |  |  |  |  |  |  |  |  |  |  |  |  |  |  |  |  |  |  |  |  |  |  |  |  |  |  |  |  |  |  |  |  |  |  |  |  |  |  |  |  |  |  |
| Jade Kincaid                      |                 |                 |                | Katherine Heigl |                                        |                    |                    |                   |                    |  |  |  |  |  |  |  |  |  |  |  |  |  |  |  |  |  |  |  |  |  |  |  |  |  |  |  |  |  |  |  |  |  |  |  |  |  |  |  |  |  |  |  |  |  |  |  |  |  |  |  |  |
| Warren Kincaid                    |                 |                 |                | John Ritter     |                                        |                    |                    |                   |                    |  |  |  |  |  |  |  |  |  |  |  |  |  |  |  |  |  |  |  |  |  |  |  |  |  |  |  |  |  |  |  |  |  |  |  |  |  |  |  |  |  |  |  |  |  |  |  |  |  |  |  |  |
| Glen / Glenda                     |                 |                 |                | Cameo infantil  | Billy BoydBeans Balawi Kristina Hewitt |                    |                    |                   |                    |  |  |  |  |  |  |  |  |  |  |  |  |  |  |  |  |  |  |  |  |  |  |  |  |  |  |  |  |  |  |  |  |  |  |  |  |  |  |  |  |  |  |  |  |  |  |  |  |  |  |  |  |
| Redman                            |                 |                 |                |                 | Redman                                 |                    |                    |                   |                    |  |  |  |  |  |  |  |  |  |  |  |  |  |  |  |  |  |  |  |  |  |  |  |  |  |  |  |  |  |  |  |  |  |  |  |  |  |  |  |  |  |  |  |  |  |  |  |  |  |  |  |  |
| Pete Peters                       |                 |                 |                |                 | John Waters                            |                    |                    |                   |                    |  |  |  |  |  |  |  |  |  |  |  |  |  |  |  |  |  |  |  |  |  |  |  |  |  |  |  |  |  |  |  |  |  |  |  |  |  |  |  |  |  |  |  |  |  |  |  |  |  |  |  |  |
| Joan                              |                 |                 |                |                 | Hannah Spearritt                       |                    |                    |                   |                    |  |  |  |  |  |  |  |  |  |  |  |  |  |  |  |  |  |  |  |  |  |  |  |  |  |  |  |  |  |  |  |  |  |  |  |  |  |  |  |  |  |  |  |  |  |  |  |  |  |  |  |  |
| Nica Pierce                       |                 |                 |                |                 |                                        | Fiona Dourif       | Fiona Dourif       |                   | Fiona Dourif       |  |  |  |  |  |  |  |  |  |  |  |  |  |  |  |  |  |  |  |  |  |  |  |  |  |  |  |  |  |  |  |  |  |  |  |  |  |  |  |  |  |  |  |  |  |  |  |  |  |  |  |  |
| Alice Pierce                      |                 |                 |                |                 |                                        | Summer H. Howell   | Summer H. Howell   |                   |                    |  |  |  |  |  |  |  |  |  |  |  |  |  |  |  |  |  |  |  |  |  |  |  |  |  |  |  |  |  |  |  |  |  |  |  |  |  |  |  |  |  |  |  |  |  |  |  |  |  |  |  |  |
| Barbara Pierce                    |                 |                 |                |                 |                                        | Danielle Bisutti   |                    |                   |                    |  |  |  |  |  |  |  |  |  |  |  |  |  |  |  |  |  |  |  |  |  |  |  |  |  |  |  |  |  |  |  |  |  |  |  |  |  |  |  |  |  |  |  |  |  |  |  |  |  |  |  |  |
| Ian                               |                 |                 |                |                 |                                        | Brennan Elliott    |                    |                   |                    |  |  |  |  |  |  |  |  |  |  |  |  |  |  |  |  |  |  |  |  |  |  |  |  |  |  |  |  |  |  |  |  |  |  |  |  |  |  |  |  |  |  |  |  |  |  |  |  |  |  |  |  |
| Jill                              |                 |                 |                |                 |                                        | Maitland McConnell |                    |                   |                    |  |  |  |  |  |  |  |  |  |  |  |  |  |  |  |  |  |  |  |  |  |  |  |  |  |  |  |  |  |  |  |  |  |  |  |  |  |  |  |  |  |  |  |  |  |  |  |  |  |  |  |  |
| Oficial StantonMalcolm            |                 |                 |                |                 |                                        | Adam Hurtig        | Adam Hurtig        |                   |                    |  |  |  |  |  |  |  |  |  |  |  |  |  |  |  |  |  |  |  |  |  |  |  |  |  |  |  |  |  |  |  |  |  |  |  |  |  |  |  |  |  |  |  |  |  |  |  |  |  |  |  |  |
| Empleada de FedEXEnfermera Ashley |                 |                 |                |                 |                                        | Ali Tataryn        | Ali Tataryn        |                   |                    |  |  |  |  |  |  |  |  |  |  |  |  |  |  |  |  |  |  |  |  |  |  |  |  |  |  |  |  |  |  |  |  |  |  |  |  |  |  |  |  |  |  |  |  |  |  |  |  |  |  |  |  |
| Dr. FoleyNathan Cross             |                 |                 |                |                 |                                        |                    | Michael Therriault |                   | Michael Therriault |  |  |  |  |  |  |  |  |  |  |  |  |  |  |  |  |  |  |  |  |  |  |  |  |  |  |  |  |  |  |  |  |  |  |  |  |  |  |  |  |  |  |  |  |  |  |  |  |  |  |  |  |
| Jake Wheeler                      |                 |                 |                |                 |                                        |                    |                    |                   | Zackary Arthur     |  |  |  |  |  |  |  |  |  |  |  |  |  |  |  |  |  |  |  |  |  |  |  |  |  |  |  |  |  |  |  |  |  |  |  |  |  |  |  |  |  |  |  |  |  |  |  |  |  |  |  |  |
| Junior Wheeler                    |                 |                 |                |                 |                                        |                    |                    |                   | Teo Briones        |  |  |  |  |  |  |  |  |  |  |  |  |  |  |  |  |  |  |  |  |  |  |  |  |  |  |  |  |  |  |  |  |  |  |  |  |  |  |  |  |  |  |  |  |  |  |  |  |  |  |  |  |
| Lexy Cross                        |                 |                 |                |                 |                                        |                    |                    |                   | Alyvia Alyn Lind   |  |  |  |  |  |  |  |  |  |  |  |  |  |  |  |  |  |  |  |  |  |  |  |  |  |  |  |  |  |  |  |  |  |  |  |  |  |  |  |  |  |  |  |  |  |  |  |  |  |  |  |  |
| Devon Evans                       |                 |                 |                |                 |                                        |                    |                    |                   | Bjorgvin Arnarson  |  |  |  |  |  |  |  |  |  |  |  |  |  |  |  |  |  |  |  |  |  |  |  |  |  |  |  |  |  |  |  |  |  |  |  |  |  |  |  |  |  |  |  |  |  |  |  |  |  |  |  |  |
| Bree Wheeler                      |                 |                 |                |                 |                                        |                    |                    |                   | Lexa Doig          |  |  |  |  |  |  |  |  |  |  |  |  |  |  |  |  |  |  |  |  |  |  |  |  |  |  |  |  |  |  |  |  |  |  |  |  |  |  |  |  |  |  |  |  |  |  |  |  |  |  |  |  |
| Lucas WheelerLogan Wheeler        |                 |                 |                |                 |                                        |                    |                    |                   | Devon Sawa         |  |  |  |  |  |  |  |  |  |  |  |  |  |  |  |  |  |  |  |  |  |  |  |  |  |  |  |  |  |  |  |  |  |  |  |  |  |  |  |  |  |  |  |  |  |  |  |  |  |  |  |  |
| Detective Evans                   |                 |                 |                |                 |                                        |                    |                    |                   | Rachelle Casseus   |  |  |  |  |  |  |  |  |  |  |  |  |  |  |  |  |  |  |  |  |  |  |  |  |  |  |  |  |  |  |  |  |  |  |  |  |  |  |  |  |  |  |  |  |  |  |  |  |  |  |  |  |

## Producción
| Rol              | Serie principal                    | Serie principal         | Serie principal                    | Serie principal             | Serie principal                 | Serie principal                                           | Serie principal                                           | Reinicio                                   | Serie de televisión                  |
| Rol              | Child's Play                       | Child's Play 2          | Child's Play 3                     | Bride of Chucky             | Seed of Chucky                  | Curse of Chucky                                           | Cult of Chucky                                            | Child's Play                               | Chucky                               |
| ---------------- | ---------------------------------- | ----------------------- | ---------------------------------- | --------------------------- | ------------------------------- | --------------------------------------------------------- | --------------------------------------------------------- | ------------------------------------------ | ------------------------------------ |
| Director         | Tom Holland                        | John Lafia              | Jack Bender                        | Ronny Yu                    | Don Mancini                     | Don Mancini                                               | Don Mancini                                               | Lars Klevberg                              | Don Mancini                          |
| Escritores       | Don ManciniJohn LafiaTom Holland   | Don Mancini             | Don Mancini                        | Don Mancini                 | Don Mancini                     | Don Mancini                                               | Don Mancini                                               | Tyler Burton Smith                         | Don Mancini                          |
| Productores      | David Kirschner                    | David Kirschner         | David KirschnerRobert Latham Brown | David Kirschner             | David Kirschner                 | David Kirschner                                           | David KirschnerOgden Gavanski                             | Seth Grahame-SmithDavid Katzenberg         | David KirschnerNick Antosca          |
| Productores      | David Kirschner                    | David Kirschner         | David KirschnerRobert Latham Brown | Grace Gilroy                | Corey Sienega                   | David Kirschner                                           | David KirschnerOgden Gavanski                             | Seth Grahame-SmithDavid Katzenberg         | David KirschnerNick Antosca          |
| Música           | Joe Renzetti                       | Graeme Revell           | Cory LeriosJohn D'Andrea           | Graeme Revell               | Pino Donaggio                   | Joseph LoDuca                                             | Joseph LoDuca                                             | Bear McCreary                              | Joseph LoDuca                        |
| Fotografía       | Bill Butler                        | Stefan Czapsky          | John R. Leonetti                   | Peter Pau                   | Vernon Layton                   | Michael Marshall                                          | Michael Marshall                                          | Brendan Uegama                             | Colin Hoult                          |
| Montaje          | Edward WarschilkaRoy E. Peterson   | Edward Warschilka       | Scott WallaceEdward Warschilka     | David WuRandy Bricker       | Chris Dickens                   | James Coblentz                                            | Randy Bricker                                             | Tom Elkins                                 | Randy Bricker                        |
| Productora       | United Artists                     | Living Doll Productions | Universal Pictures                 | David Kirschner Productions | La Sienega Productions          | Universal 1440 Entertainment/ David Kirschner Productions | Universal 1440 Entertainment/ David Kirschner Productions | Metro-Goldwyn-Mayer/ KatzSmith Productions | NBCUniversal Television Distribution |
| Distribución     | Metro-Goldwyn-Mayer/United Artists | Universal Pictures      | Universal Pictures                 | Universal Pictures          | Rogue Pictures/Relativity Media | Universal Pictures                                        | Universal Pictures                                        | Orion Pictures/United Artists              | Universal Television                 |
| Cadena           |                                    |                         |                                    |                             |                                 |                                                           |                                                           |                                            | Syfy                                 |
| Duración         | 87 minutos                         | 84 minutos              | 90 minutos                         | 89 minutos                  | 86 minutos                      | 97 minutos                                                | 91 minutos                                                | 90 minutos                                 |                                      |
| Fecha de estreno | 9 de noviembre de 1988             | 9 de noviembre de 1990  | 30 de agosto de 1991               | 16 de octubre de 1998       | 12 de noviembre de 2004         | 24 de septiembre de 2013                                  | 24 de agosto de 2017                                      | 21 de junio de 2019                        | 12 de octubre de 2021                |

## Recepción

### Taquilla
| Película                                                                                | Fecha de estreno        | Taquilla     | Taquilla          | Taquilla         | Taquilla             | Presupuesto    | Referencias   |
| Película                                                                                | Fecha de estreno        | Norteamérica | Otros territorios | En todo el mundo | Ajuste por inflación | Presupuesto    | Referencias   |
| --------------------------------------------------------------------------------------- | ----------------------- | ------------ | ----------------- | ---------------- | -------------------- | -------------- | ------------- |
| Child's Play                                                                            | 9 de noviembre de 1988  | $33.244.684  | $10.952.000       | $44.196.684      | $83.933.325          | $09.000.000    | [ 22 ] [ 23 ] |
| Child's Play 2                                                                          | 9 de noviembre de 1990  | $28.501.605  | $07.262.000       | $35.763.605      | $64.740.872          | $13.000.000    | [ 24 ] [ 25 ] |
| Child's Play 3                                                                          | 30 de agosto de 1991    | $14.960.255  | $05.600.000       | $20.560.255      | $35.716.113          | $13.000.000    | [ 26 ]        |
| Bride of Chucky                                                                         | 16 de octubre de 1998   | $32.404.188  | $18.288.000       | $50.692.188      | $73.581.099          | $25.000.000    | [ 27 ] [ 28 ] |
| Seed of Chucky                                                                          | 12 de noviembre de 2004 | $17.083.732  | $07.745.912       | $24.829.644      | $31.099.354          | $12.000.000    | [ 29 ]        |
| Total                                                                                   | Total                   | $126.194.464 | $49.847.912       | $176.042.376     | $289.070.763         | $64.000.000(E) |               |
| Indicador de lista - (E) indica una cifra estimada con base en los números disponibles. |                         |              |                   |                  |                      |                |               |

### Crítica
| Película        | Rotten Tomatoes   | Rotten Tomatoes      | Rotten Tomatoes     | Metacritic      | CinemaScore | IMDb                | FilmAffinity       |
| Película        | Críticos          | Críticos importantes | Audiencia           | Metacritic      | CinemaScore | IMDb                | FilmAffinity       |
| --------------- | ----------------- | -------------------- | ------------------- | --------------- | ----------- | ------------------- | ------------------ |
| Child's Play    | 71% (49 reseñas)  | 67% (12 reseñas)     | 64% (250 000 votos) | 58 (18 reseñas) | B           | 6.6 (105 030 votos) | 5.4 (32 981 votos) |
| Child's Play 2  | 40% (15 reseñas)  |                      | 49% (100 000 votos) | 37 (16 reseñas) | A-          | 5.9 (53 045 votos)  | 4.9 (6 752 votos)  |
| Child's Play 3  | 23% (13 reseñas)  |                      | 34% (50 000 votos)  | 27 (13 reseñas) |             | 5.1 (42 526 votos)  | 4.1 (5 235 votos)  |
| Bride of Chucky | 49% (37 reseñas)  | 29% (7 reseñas)      | 47% (250 000 votos) | 48 (17 reseñas) | B           | 5.5 (59 961 votos)  | 3.9 (12 115 votos) |
| Seed of Chucky  | 34% (77 reseñas)  | 19% (21 reseñas)     | 39% (100 000 votos) | 46 (17 reseñas) | C+          | 4.9 (46 391 votos)  | 3.6 (7 138 votos)  |
| Curse of Chucky | 75% (20 reseñas)  |                      | 57% (5 000 votos)   | 58 (5 reseñas)  |             | 5.6 (40 471 votos)  | 4.6 (3 776 votos)  |
| Cult of Chucky  | 78% (27 reseñas)  |                      | 52% (1 000 votos)   | 69 (5 reseñas)  |             | 5.2 (26 312 votos)  | 4.2 (2 352 votos)  |
| Child's Play    | 63% (209 reseñas) | 51% (39 reseñas)     | 57% (10 000 votos)  | 48 (35 reseñas) | C+          | 5.7 (52 751 votos)  | 5.0 (4 257 votos)  |
| Promedio        | 54%               | 42%                  | 50%                 | 49              | B           | 5.6                 | 4.5                |

## Música
Joe Renzetti compuso la banda sonora de la primera película de Child's Play, seguido por Graeme Revell, quien compuso la banda sonora de Child's Play 2 y Bride of Chucky. John D'Andrea y Cory Lerios compusieron la partitura para Child's Play 3, mientras que Pino Donaggio compuso la banda sonora de Seed of Chucky. Joseph LoDuca compuso la partitura para Curse of Chucky, Cult of Chucky y de Chucky (serie de televisión) mientras que Bear McCreary es el encargado de la banda sonora de la nueva versión/reinicio de la película original.

## Controversias
Los siguientes crímenes han sido asociados con las películas de Child's Play:
- En diciembre de 1992, cuatro personas que torturaron y mataron a Suzanne Capper, de dieciséis años de edad, fueron influenciadas por una de las películas de Child's Play. Durante la tortura de la niña, los perpetradores se burlaron de ella tocándole una canción que presentaba samples de la película de Child's Play.[62]
- En 1993, se dice que dos jóvenes que secuestraron y asesinaron a un niño llamado James Bulger fueron influenciados por la película de Child's Play 3. El supuesto vínculo entre el asesinato y la película fue negado por el censor de películas, James Ferman.[63]
- Según un familiar de dos niños de diez y doce años, respectivamente, que atacaron brutalmente a unos niños de nueve y once años en Edlington, Yorkshire del Sur en abril de 2009, los atacantes vieron películas de terror, incluyendo las películas de Child's Play, desde la edad de seis años.[64]
- Elena Lobacheva, una asesina en serie rusa arrestada en 2015, estaba obsesionada con la película de Bride of Chucky, que ella citó como inspiración para los asesinatos que ella y su pandilla cometieron en todo Moscú.[65]

## Historietas

### Innovation Publishing
A partir de 1992, Innovation Publishing lanzó los primeros cómics basados en las películas, en forma de una adaptación de tres partes de Child's Play 2. Más tarde, los cómics fueron recopilados en libros de bolsillo comerciales. El éxito de la adaptación llevó a una serie mensual de nuevas historias a partir de 1991. La serie, titulada Child's Play: The Series, terminó en 1992 después de solo cinco entregas. Esto fue seguido por una adaptación de tres partes de Child's Play 3.

### Devil's Due Publishing
En 2007, Devil's Due Publishing obtuvo la licencia para publicar cómics de Child's Play y lanzó un crossover con Hack/Slash titulado Hack/Slash vs. Chucky, que tiene lugar después de los acontecimientos de Seed of Chucky. Esto fue seguido por una serie de cuatro entregas titulada Chucky. Un segundo volumen comenzó a principios de 2009, pero dejó de publicarse después de una sola entrega.

## Videojuego
Slimstown Studios anunció un videojuego de carrera sin fin titulado Chucky: Slash & Dash, programado para ser lanzado en dispositivos iPhone, iPad, iPod Touch y Android, siendo el resultado de un acuerdo con Universal Partnerships & Licensing para desarrollar y publicar el primer videojuego de Child's Play con licencia oficial para tabletas y teléfonos inteligentes. La jugabilidad está realmente inspirada en el clímax de la segunda película.
En el juego, Chucky se encuentra atrapado en una pesadilla sin final en la que corre sin parar por la fábrica de los muñecos "Good Guys". Los jugadores controlan a Chucky mientras corren por los pasillos de la fábrica, pasarelas, el almacén e incluso a las afueras, debiendo evitar bandas transportadoras, montacargas, piscinas de ácido, barriles y otros obstáculos. Chucky también puede asesinar a los guardias de seguridad que patrullan la fábrica con su clásico cuchillo de cocina u otras armas más extravagantes como una navaja, un destornillador o un hacha. Mientras juegan, los jugadores recolectan baterías que pueden usarse para comprar artículos dentro del juego o potenciadores, como un bono de batería doble, un inicio rápido o vidas extra que pueden prolongar una carrera después de morir.
La aplicación fue lanzada el 1 de noviembre de 2013, recibiendo críticas generalmente negativas, siendo retirada poco después de la App Store debido a que Slimstown Studios solo tenía un contrato de un año con Apple.

## Halloween Horror Nights
Desde 1992, Chucky ha protagonizado sus propios espectáculos en las Halloween Horror Nights de Universal Studios, titulados Chucky's In-Your-Face Insults y Chucky's Insult Emporium.
En 2009, el clímax de Child's Play 3 recibió su propio laberinto, titulado Chucky's Fun House. Curse of Chucky también recibió su propia "zona de miedo" en 2013.
En 2017, Chucky fue el anfitrión de la atracción Titans of Terror Tram, que presentaba a los icónicos villanos de películas de terror, Leatherface, Freddy Krueger y Jason Voorhees.